# Bayard Rustin (film)
Pour les articles homonymes, voir Rustin.
Pour plus de détails, voir Fiche technique et Distribution.
Bayard Rustin (Rustin) est un film américain réalisé par George C. Wolfe et sorti en 2023. Il s'agit d'un film biographique sur l'activiste Bayard Rustin. Le film est produit par Higher Ground Productions (en), société de Barack et Michelle Obama.

## Synopsis
Bayard Rustin, homosexuel et militant des droits civiques, surmonte une série d'obstacles et modifie le cours de l'histoire américaine en organisant la marche de 1963 sur Washington.

## Fiche technique
Sauf indication contraire, les informations mentionnées dans cette section peuvent être confirmées par la base de données cinématographiques IMDb,  présente dans la section « Liens externes ».
- Titre : Bayard Rustin
- Titre original : Rustin
- Réalisation : George C. Wolfe
- Scénario : Julian Breece et Dustin Lance Black, d'après une histoire de Julian Breece
- Musique : Branford Marsalis
- Direction artistique : Travis Kerr
- Direction artistique doublage VF : Claire Baradat
- Adaptation des dialogues VF : Agnès Pauchet
- Adaptation chant VF : Samuel Cohen
- Décors : Mark Ricker
- Costumes : Toni-Leslie James
- Photographie : Tobias A. Schliessler
- Montage : Andrew Mondshein
- Production : Bruce Cohen, Tonia Davis, Priya Swaminathan

Producteurs délégués : David Permut, Alex G. Scott, Daniel Sladek, Chris Taaffe et Mark R. Wright
- Société de production : Higher Ground Productions (en)
- Société de distribution : Netflix
- Budget : n/a
- Pays de production :  États-Unis
- Langue originale : anglais
- Format : couleur
- Genre : drame biographique, historique
- Durée : n/a
- Dates de sortie[2] : 17 novembre 2023 (sur Netflix)
- Classification[3] :
  - États-Unis : PG-13

## Distribution
- Colman Domingo (VF : Frantz Confiac) : Bayard Rustin
- Chris Rock (VF : Jean-Baptiste Anoumon) : Roy Wilkins
- Glynn Turman (VF : Thierry Desroses) : A. Philip Randolph
- Aml Ameen (VF : Diouc Koma) : Martin Luther King Jr.
- CCH Pounder (VF : Maïk Darah) : Anna Arnold Hedgeman
- Michael Potts (VF : Jean-Paul Pitolin) : Cleveland Robinson
- Jeffrey Wright (VF : Paul Borne) : Adam Clayton Powell Jr.
- Audra McDonald (VF : Virginie Emane) : Ella Baker
- Da'Vine Joy Randolph : Mahalia Jackson
- Bill Irwin (VF : François Dunoyer) : A. J. Muste
- Gus Halper (VF : Jim Redler) : Tom Kahn
- Johnny Ramey (VF : Baptiste Marc) : Elias Taylor
- Lilli Kay (VF : Jessica Monceau) : Rachelle Horowitz
- Jordan-Amanda Hall : Charlene
- Jakeem Powell : Norm Hill
- Grantham Coleman (VF : Eilias Changuel) : Blyden
- Jamilah Rosemond : Dorie Ladner
- Jules Latimer : Joyce Ladner
- Maxwell Whittington-Cooper (VF : Alex Fondja) : John Lewis
- Frank Harts (VF : Serge Biavan) : James Farmer
- Kevin Mambo : Whitney Young
- Cotter Smith (VF : Hervé Bellon) : chef Wells
- Carra Patterson : Coretta Scott King
- Adrienne Warren (VF : Déborah Claude) : Claudia Taylor
- Ayana Workman (VF : Justine Berger) : Eleanor Holmes

## Production

### Genèse et développement
En février 2021, il est annoncé que George C. Wolfe va réaliser un film biographique sur Bayard Rustin écrit par Julian Breece et Dustin Lance Black. En octobre 2021, Colman Domingo est annoncé dans le rôle principal. Chris Rock, Glynn Turman et Audra McDonald sont annoncés. Ils sont plus tard rejoints par Aml Ameen, CCH Pounder, Michael Potts, Bill Irwin, Da'Vine Joy Randolph, Gus Halper, Johnny Ramey, Carra Patterson ou encore Adrienne Warren.
En décembre 2021, la distribution s'étoffe avec les arrivées de Jeffrey Wright, Grantham Coleman, Lilli Kay, Jordan-Amanda Hall, Jakeem Dante Powell, Ayana Workman, Jamilah Nadege Rosemond, Jules Latimer, Maxwell Whittington-Cooper, Frank Harts et Kevin Mambo.

### Tournage
Le tournage débute en novembre 2021 à Pittsburgh,. Il se déroule également à Washington, D.C. et dans l'Ohio.

## Distinctions

### Nominations
- BAFTA 2024 : meilleur acteur pour Colman Domingo
- Golden Globes 2024 : 
  - Meilleur acteur dans un film dramatique pour Colman Domingo
  - Meilleure chanson originale pour Road to Freedom (Lenny Kravitz)
- Oscars 2024 : Meilleur acteur pour Colman Domingo